# 北京电报大楼
39°54′28″N 116°22′48″E / 39.90790380000001°N 116.3800568°E
北京电报大楼位于北京市西城区西长安街北侧，原为中华人民共和国全国电信网中心和全国电报网路主要汇接局，现为数据业务及互联网业务的中心。

## 历史
1952年，北京电信局开始申请建设北京电报大楼。1953年，选定北京西单北大街作为楼址，并且开挖地基。但很快便因城市规划变动而停工。1955年3月，北京市规划局重新确定在北京西长安街北侧建设北京电报大楼，并且重新颁发工号“005工程”。1955年10月，中华人民共和国邮电部批示，建筑地点适中，便于利用北京市话网、地下电缆管道构成电报通信网及敷设遥控联络线，既能节约建设投资，又便于今后发展。1955年11月，北京电信局成立了“005工程处”，负责该工程的建设工作，由中华人民共和国建筑工程部北京工业建筑设计院（总建筑师林乐义）担任设计工作，同时请苏联专家进行技术指导。
1956年4月21日，北京电报大楼开工，1958年9月21日竣工。建设总投资980万元人民币，全部工程造价792.8万元人民币。主要通信设备自苏联及东欧社会主义国家引进，塔钟及相关部分的设计、制造、安装，获得了德意志民主共和国专家的协助。北京电报大楼启用时，邮电部部长朱学范亲临现场并剪彩。
北京电报大楼自投入使用起，便始终彻夜通明。1990年代以前，北京电报大楼是北京人与外界通信的主要场所。北京电报大楼是中华人民共和国第一个五年计划中，邮电建设的大型综合通信枢纽工程。它是中华人民共和国全国电信网中心、全国电报网路主要汇接局，与全国所有省会、直辖市、自治区首府、工商业大城市、边防要塞、重要海港、休养胜地等均有直达报路；与全世界各主要国家及地区有国际直达报路。北京市内的大多数邮电支局及业务量较大的机关、企事业单位均与北京电报大楼报房有北京市内直达报路。北京电报大楼的传真电报电路与中国各大城市、世界各主要国家的首都连通。
1990年代后，电报业务量逐渐下降。北京电报大楼逐渐转为数据业务及互联网业务中心。1998年9月28日，北京电报大楼作为当时北京唯一24小时营业的电信综合营业厅正式营业。1998年底，北京电报大楼工作人员创建了中国内地第一个公众多媒体互联网China169，并加载中文内容，中国内地第一台服务器也正式落户北京电报大楼。此后，北京电报大楼的IDC机房（互联网数据中心）成为中国内地各大内容提供商的必争之地。2001年8月1日，中国电信集团公司取消了公众电报特急加急业务。后来北京电报大楼一层营业厅的电报业务窗口成为北京唯一一个电报业务窗口。
2017年6月15日起，因北京电报大楼装修改造，北京电报大楼一层的中国联通电报大楼营业厅正式关闭，该营业厅所有业务（包括电报业务、固话宽带业务、移动通信业务、专线业务等）调至北京长途电话大楼一层的中国联通长话大楼营业厅。北京电报大楼的名字也将消失，大楼一层将变成中共中央宣传部的对外发布厅，2018年9月29日召开国务院新闻办公室发布厅迁址后首场新闻发布会。

## 建筑
北京电报大楼的建筑面积为20100平方米，占地面积3800平方米，生产辅助面积987.87平方米，整个建筑连同中央塔钟部分的总高度为73.37米。主楼南北宽18.1米，东西长101.3米，连同平台女儿墙高达35.75米。大楼主体分为7层，其中地下1层，地上6层。地上2层以下的中部向后凸出的部分为礼堂。大楼主体平面呈“山”字形。大楼主体中间部分地上6层以上为钟楼，钟楼内装有四面塔钟。
北京电报大楼主要由报房、机房、营业厅、办公室组成。营业大厅深36米，宽18米，向北方凸出，分为前厅、后厅。前厅起初主要是用户服务台、公用电话间、长途电话侯话室、休息室等等；后厅起初为大理石制的营业柜台、写稿台、长途电话隔音间。营业大厅的顶棚及墙面是无光油漆细拉毛，地面是预制水磨石，柱子是大理石贴面，营业大厅的主色调为晚霞色、东北红色、墨玉色、浅灰色。

## 塔钟
北京电报大楼自早7点至晚22点每当整点时便响起钟声。建造北京电报大楼时，塔钟设备及扬声系统自德意志民主共和国进口。报时的前奏曲在德意志民主共和国用钢片琴演奏录制，原来为两首，一首是《赞美新中国》的前几句，另一首是《东方红》的前两句。最初选用《赞美新中国》，后来有时也用《东方红》。1960年代以后，便只用《东方红》的前两句。
北京电报大楼启用初期，塔钟每天24小时每逢整点均报时，方圆近3公里均能听到钟声。启用一个月之后，根据国务院总理周恩来的指示，改为每日晚22时后至次日早7时前停止报时。据说，这是因为周恩来怕钟声影响周围居民休息。
1966年文化大革命爆发后，北京电信局对前奏曲进行了再度录制，请中央乐团施万春、中央音乐学院鲍蕙荞演奏钢琴式钢片琴，中央广播乐团民族乐队演奏打击式钢片琴，混声录制《东方红》前奏曲，并且规定每天早7时第一次报时播放前奏曲全曲，其他整点时仅播放前奏曲的前几小节。此项规定延用至今。
北京电报大楼启用时，塔钟的钟面为古铜色，指针为白色。文化大革命期间，由于崇尚红色，乃将钟面改为白色，指针改为红色。1970年代，塔钟进行了改造，改为塔钟钟面为白色，指针为墨绿色。这一状况延续至今。
邮电分营之前，中国各大城市的邮电局大楼几乎均有一个塔钟，可能均是仿效北京电报大楼。

## 邮票
1958年9月29日，为庆祝北京电报大楼建成，中国人民邮政发行“北京电报大楼落成纪念”邮票一套2枚。志号：纪56（编号185-186）。刘硕仁设计，北京人民印刷厂印制。其中第1枚面值4分，发行量450万枚；第2枚面值8分，发行量450万枚。图案均为北京电报大楼。